# ユナイテッド・インターナショナル・ピクチャーズ
ユナイテッド・インターナショナル・ピクチャーズ（United International Pictures、UIP、旧: シネマ・インターナショナル・コーポレーション）は、パラマウント・ピクチャーズとユニバーサル・ピクチャーズの合弁企業で、それぞれの映画をアメリカとカナダ以外で配給している。UIPは、MGMが合弁に参加していた頃は、メトロ・ゴールドウィン・メイヤーとユナイテッド・アーティスツの一部の映画の国際配給権も持っていた。2001年、MGMはUIPから離脱し、20世紀フォックスの海外部門と配給契約を結んだ。また、2005年までは、ドリームワークス作品の配給も行っていた。2002年、2007年、海外20ヶ国では2002年、2007年、2021年に組織の改編が行われ、パラマウント・ピクチャーズとユニバーサル・ピクチャーズをそれぞれ独立した配給体制を持つように決定した。

## 概要

### シネマ・インターナショナル・コーポレーション（1970年 - 1981年）
北米以外の地域でユニバーサル・ピクチャーズ、パラマウント・ピクチャーズ、メトロ・ゴールドウィン・メイヤーの作品を配給していたシネマ・インターナショナル・コーポレーションがMGMとユナイテッド・アーティスツ（UA）の合併を機に1981年、UIPに改組された（2000年にMGM/UA作品の配給権は20世紀フォックスへ移行）。

### これまでの組織体制
本拠地はイギリスのロンドンにある。

## 日本法人
日本では現地法人ユナイテッド・インターナショナル・ピクチャーズ・ファー・イースト（UIP映画）がパラマウント、ユニバーサル、ドリームワークスの配給を行っていた。1989年には興行収入が約400億円となり、日本国内での業界トップになった。
しかし2004年4月に角川エンタテインメントがドリームワークス映画の日本国内における配給権を獲得すると角川傘下であったアスミック・エースの配給となり、UIPから離脱。更に翌2005年に発表されたUIPの世界的な事業の再編により、2007年5月7日にユニバーサル作品が東宝傘下の東宝東和で配給されることが決定。また、同年9月にパラマウントの日本法人で日本国内にてビデオソフトの販売を行っていたパラマウント ホーム エンタテインメント ジャパンがパラマウント ジャパンに改称。同社がパラマウント作品を直接配給することが決定した。これにより、UIP日本支社は『マイティ・ハート/愛と絆』の配給を最後に同年12月31日をもって解散した。なお、パラマウントについても2016年2月1日から東宝東和（厳密には子会社である東和ピクチャーズ）での配給に移行し、事実上同社がUIPの日本においての後身となっている。